# Афоня
„Афоня“ е съветска трагикомедия от 1975 г., режисирана от Георгий Данелия. Най-гледан филм през 1975 г. – 62,2 милиона зрители.

## Сюжет
Внимание:  Текстът по-долу разкрива сюжета на произведението (или части от него)!
Афанасий Боршчов  (Леонид Куравльов) живее в едностаен апартамент и работи като водопроводчик. Афоня и неговият приятел Федул (Борислав Брондуков) са заети не толкова с работа, колкото с намиране на поводи за пиене. За работата си Афоня взема подкупи от жителите на района, в който работи, и като цяло живее добре.
В една бирария той среща бояджията Николай (Евгений Леонов), двамата се напиват и се прибират заедно. Жената, с която Афоня живее, вдига скандал, защото е пропил заплатата си и изгонва Коля. Разочарована от Афоня, тя му удря плесница и го напуска.
По време на разпределението на стажанти от Професионалното техническо училище, майсторът Людмила Вострякова (Валентина Тализина) не прикрепва никого към Афоня. Той измолва да му изпратят двама стажанти, но те, след като работят с него един ден и виждат методите му на работа, сами се отказват от него.
На следващия ден бояджията Коля е изгонен от своя дом от жена си и пристига при Афоня, с молба да поживее при него известно време. Афоня го приема, макар че в началото не може да си спомни от къде се познават. Оправдава си, че бърза за събрание и излиза, а всъщност отива на танци.
Там той се запознава с медицинската сестра Катя Снегирьова (Евгения Симонова). На "дами канят" тя танцува с него, но той не ѝ обръща особено внимание, защото си е харесал друга - Людмила. Афоня кани Людмила у тях "на чай", а на Коля се обажда по телефона да отиде да спи във ваната. Но той така и не стига до вкъщи, защото по пътя се сбива с хулигани, с които се е спречкал по време на танците. Катя става свидетел на боя и се обажда в полицията.
Докато Афоня е в милицията, започва силен дъжд. Прибирайки се вкъщи, той вижда, че Катя, цялата мокра, го чака. Той я кани у тях, за да се стопли. А тя му разказва, че го познава отдавна, понеже е играл с брат й в ученическия волейболен отбор. Афоня не си спомня, но кавалерски я кани да преспи при него. Дъждът е спрял и Катя си тръгва.
В скоро време мислите на Боршчов са заети с Елена (Нина Маслова), при която отива за поредния ремонт и се влюбва в нея от пръв поглед. В мечтите си то се вижда като съпруг на Елена и с куп деца. Търсейки повод за нова среща, Афоня поставя в кухнята й нова стоманена мивка, която взима с измама от дома на местния астроном, а на него дава стара чугунена.  
В същото време Катя се опитва да му привлече вниманието: "Афанасий, някой ми е звънил, помислих, че може да сте вие..."
За постоянно пиене  и заради сбиването, на поредното събрание предлагат Боршчов да бъде уволнен, но в края на краищата е наказан със "строго мъмрене". Неговият началник в среща на четири очи му поставя условие да върне финландската мивка на собственика й. Афоня не се притеснява от заплахата за уволнение. Той отново отива при Елена и този път й носи порцеланова мивка на цветя, за да я смени още веднъж. Елена се прибира вкъщи с шумна компания и Афоня разбира, че тя е омъжена и  нейният живот е сред модни и богати хора, а той е просто любезният водопроводчик, когото наричат "Крокодила Гена".
Афоня изпада в депресия и отива с Федул на ресторант, опитвайки се да се забавлява. Но пиенето на алкохол не помага. Той отива при Катя и й предлага брак. Остава да спи при нея, а на сутринта се извинява, оправдавайки се, че е прекалил с алкохола. Вкъщи Коля му съобщава, че се прибира при съпругата си.  
Афанасий решава кардинално да промени живота си. Заминава с подаръци на село при леля си Фрося (Раиса Куркина), която го е отгледала, след като родителите му са загинали във войната. Той пристига в селото, среща приятеля си с прякор Егоза (Савелий Крамаров) и заедно с него изпращат телеграма до града, че напуска работата си и дава апартамента под наем. Едва след това научава, че леля Фрося е починала преди година, без да дочака любимия си пременик.
Депресията на Афоня се влошава. Изгубил е всичко, няма къде да отиде. Съседът чичо Егор (Николай Гринко) дава на Афоня наследството от леля му – спестовна сметка на негово име с 87 рубли, документи за къщата и писма, които леля му е писала сама на себе си от негово име. Афоня отива в пощата и се опитва да се обади на бърза помощ, където работи Катя Снегирьова. Отговарят му, че Катя е заминала.  Афоня отива на летището, решавайки да замине някъде, все едно къде. Спира го старшина от милицията за проверка на документите. Усъмнява се, че документите не са негови - жизнерадостният Афоня от снимката няма нищо общо със сегашния. Боршчов с усилие се усмихва, за да докаже, че е дой. 
Когато Афанасий върви към самолета, чува познат глас. Обръща се и вижда Катя с куфар в ръката. И чува познатат фраза:  "Афанасий, някой ми е звънил, помислих, че може да сте вие..."

## Създатели
- Сценарий: Александър Бородянски
- Продукция: Георги Данелия
- Оператор: Сергей Вронски
- Художник: Борис Немечек
- Композитор: Моузес Вайнберг
- Диригент: Емин Хачатурян

## В ролите
- Леонид Куравльов – Афанасий Николаевич Боршчов (Афоня), водопроводчик
- Евгения Симонова – Екатерина Снегирева, медицинска сестра
- Евгений Леонов – Николай, мазач
- Савелий Крамаров – „Егоза“, тракторист, приятел на Афоня от детството
- Нина Маслова като Елена Орлова, жена от 139-ия апартамент"
- Алексей Ванин като Иван Орлов, съпругът на Елена
- Борислав Брондуков – Федулов (Федул), товарач, другар по пиенето на Афоня
- Игор Боголюбов – приятелят по чашка на Федул
- Валентина Тализина – Людмила Ивановна Вострякова, бригадир на ЖЕК
- Николай Парфенов – Борис Петрович, председател на местния комитет
- Нина Русланова – съжителка на Афоня
- Готлиб Ронинсон – астроном („Архимед“), служител на планетариума
- Татяна Распутина – Людмила, момиче с огромен бюст на танца
- Раиса Куркина като леля Фрося, леля Афоня
- Николай Гринко в ролята на чичо Егор Лещев, съсед на леля Фрося
- Николай Грабе като Владимир Николаевич, ръководител на жилищния офис, съсед на Афоня
- Владимир Басов – Владимир Иванович, служител на ЖЕК
- Раднер Муратов – Марат Рахимов, ключар, служител в жилищния офис
- Михаил Светин като Воронков, шофьор на жилищна служба, роднина на Федул (озвучен от друг актьор)[1]
- Пьотър Любешкин – Чичо Павел Шевченко
- Генадий Ялович – театрален режисьор
- Александър Потапов – служител на ЖЕК
- Татяна Тетерина като Лещева, телефонистка в селото (озвучена от Наталия Гурзо)[2]
- Тамара Совчи – касиер в столовата
- Юсуп Даниялов – съжител на касиерката на столовата
- Михаил Васков – старшина на полицията на летището
- Александър Новиков – хулиган с брада („козел“) (не в кредитите)[3]
- Чулпан Валишина – певица в ресторант (нерегистрирана)[4]
- Маргарита Рассказова – пеещо момиче на летището
- Виктор Крючков като Трофимич, товарач в магазин
- Владимир Пучков – един от групата ученици от ПТУ, стажант
- Галина Белинская – съседка на Афоня с диня

## Награди
- 1976 г. – специална награда на IX Всесъюзен филмов фестивал във Фрунзе[5].